# Guangdong-Pumpspeicherkraftwerk
Das Guangdong-Pumpspeicherkraftwerk, auch Guangzhou-Pumpspeicherkraftwerk genannt, ist ein Pumpspeicherkraftwerk auf dem Gebiet der kreisfreien Stadt Conghua in Guangdong, China. Der Strom wird von acht Turbinen und Generatoren erzeugt, die jeweils eine Nennleistung von 300 MW haben, das sind insgesamt 2.400 MW. Er wird an die Kunden von China Light and Power in Hongkong geliefert. Die ersten vier Turbinen wurden 1993 fertiggestellt.
Die Anlage besteht aus zwei Stauseen. Beide Speicher weisen ein Fassungsvermögen von 23,4 Millionen Kubikmeter auf.